# Helland Bro
59°27′10″N 10°21′9″Ø / 59.45278°N 10.35250°Ø
Helland Bro, Helland bru (skiltet Hellandbrua, også kaldt Hellandbroene) er to parallelle motorvejsbroer på Europavej E18 lige nord for «Kopstadkrysset» i Vestfold og Telemark fylke i Norge. Broerne er 624 og 617 meter lange, og ligger ca. tre kilometer syd for Holmestrandtunnelen. Hvert af de 9 brospænd for hver bro er på 68 meter.
Broerne er spændarmerede kassebroer, hvor hver bro er fordelt på ni spænd. Broen er fundamenteret på klippe og stålkernepæle. Bygningen af Hellandbroene blev på mange måder en kamp mod vægten. Af en samlet forskalingsvægt på ca. 270 ton, var der ca. 160 ton som blev trukket frem syv gange på hver bro. Der blev investeret for til sammen én million kroner løfteudstyr til broprojektet. Projektet blev påbegyndt i december 1998, og broerne blev åbnet for trafik i 2001, og fik samme år «Byggeindustriens Kvalitetspris».